# Feria y Fiestas de San Antonio (Chiclana de la Frontera)
La Feria de San Antonio se celebra en la ciudad de Chiclana de la Frontera (Cádiz) España. Se celebra a mediados del mes de junio. Se trata de una fiesta de gran tradición y popularidad. Es una de las ferias más visitadas en la provincia de Cádiz y en Andalucía. Durante el día es protagonista el paseo de caballos por el Real y los bailes por sevillanas en las casetas, lugar de encuentro para muchos chiclaneros durante los días de Feria.
Esta Feria no se celebra para festejar el día de San Antonio, ya que no es una fiesta patronal, teniendo en cuenta además que el Santo Patrono de Chiclana de la Frontera es San Juan Bautista, devoción que ya existía anteriormente al origen de la Feria.

## Historia

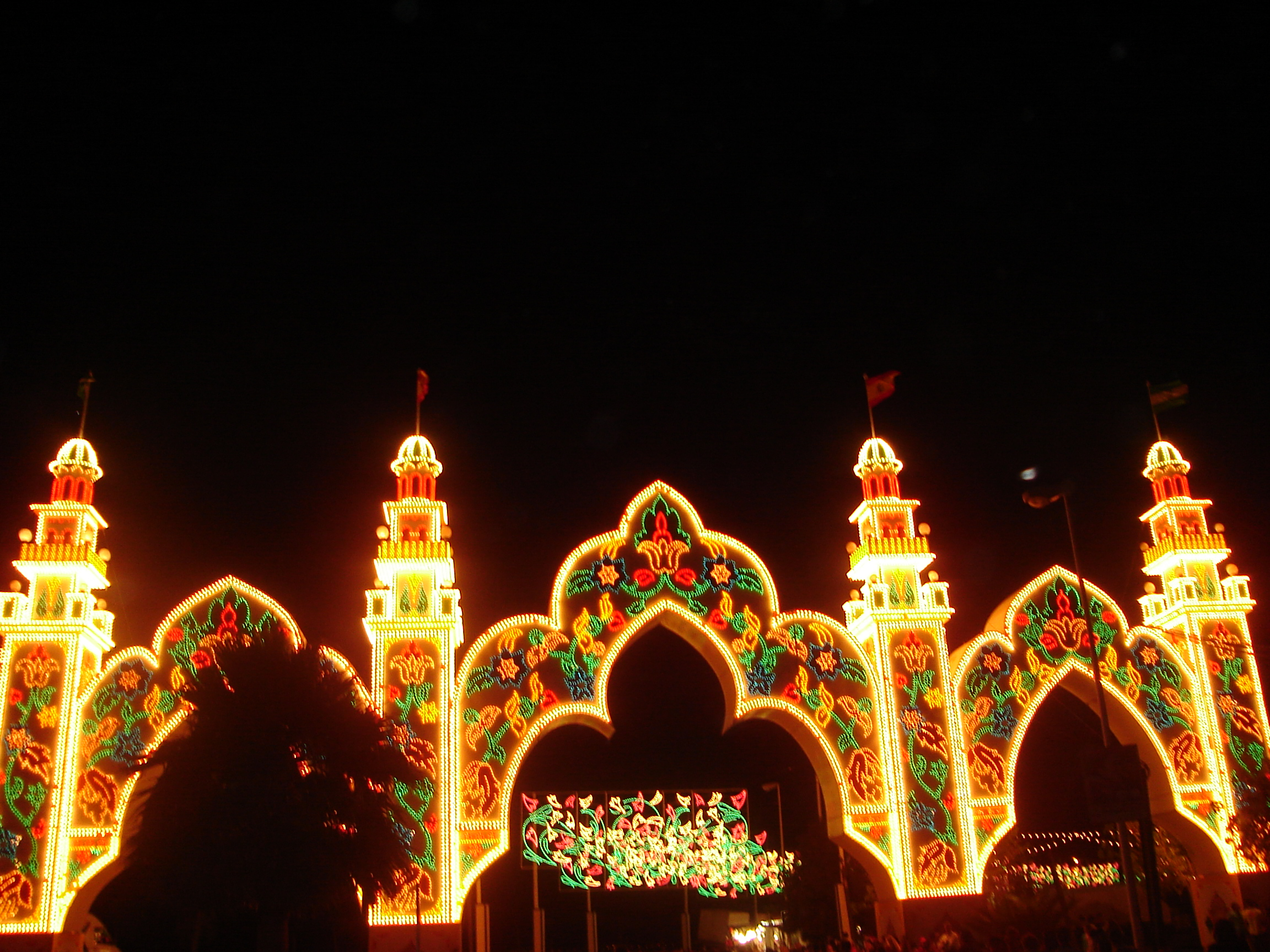
Feria de San Antonio

La Feria de San Antonio, que no es una feria patronal, tiene la singularidad de no ser, en su origen, del período medieval, sino de la época contemporánea. A Chiclana de la Frontera se le concede la Feria en el año 1836 (a Sevilla se le concedería en 1846).
Se trataba de una feria anual de ganado que los comerciantes venían solicitando al Consejo de Castilla desde el año 1788. La misma se hacía coincidir con el "portalejo", es decir, con la fecha de remate de los diezmos del Obispado, en el mes de junio. Desde entonces, la Feria de Chiclana se celebra en torno al 13 de junio, onomástica de San Antonio.
Si su primer objetivo fue el mercadeo de ganado, conforme iban transcurriendo los años fue evolucionando hacia otras tendencias más modernas y progresistas. Así, a finales del siglo XIX, se instalaron las primeras casetas municipales en la ribera del río (Alameda del Río), junto a otras de particulares y comerciantes, mientras que en la zona conocida como la Dehesilla tenía lugar la importante feria de ganado.  
En el último tercio del siglo XIX, un particular instaló la primera caseta de baile, teniendo tal éxito que al año siguiente el Ayuntamiento compró la misma, para el uso y disfrute de muchos vecinos. Costumbre ésta del baile y la caseta, imperecedera en la feria, que continuaría casi en el mismo lugar hasta prácticamente mediados del siglo XX. 
No obstante, los avances más importantes se produjeron con el cambio de ubicación de la Feria a mediados del siglo XX, celebrándose en la Barriada del Carmen. En la avenida de Paciano del Barco se encontraba la mayor parte de los establecimientos de feria, como los puestos, las tómbolas, atracciones, etc. El crecimiento de la feria, la gran afluencia de público y la construcción de viviendas en la mencionada zona hizo que la Feria cambiara de ubicación, ganando mucho más en cuanto a espacio, público y estética en general. Tras este cambio se celebra la Feria como hoy día la conocemos.
Actualmente la Feria de Chiclana se celebra en el parque de las Albinas, un extenso recinto que además es utilizado todo el año para otros eventos como conciertos, Ferias de Muestras, mercadillos, etc.
Para promocionar los vinos de Chiclana el ayuntamiento subvenciona aquellas casetas que ofrezcan, exclusivamente, vino local y las calles del recinto se engalanan con más de un millón de puntos de luz.